# クインシー・ウィリアムズ
クインシー・ウィリアムズ（Quincy Williams, 1996年8月28日 - ）は、アメリカ合衆国アラバマ州バーミングハム出身のプロアメリカンフットボール選手。NFLのニューヨーク・ジェッツに所属している。ポジションはラインバッカー。同じくジェッツに所属しているクイネン・ウィリアムズは実弟である。

## 経歴

### カレッジ
マレー州立大学では2年目の2015年シーズンから試合に出場した。
2016年シーズンは10試合に出場して32タックル、1つのパスディフレクションを記録した。
2018年シーズンは11試合に出場して78タックル、2つのインターセプトを記録した。

### ジャクソンビル・ジャガーズ
| 身長                    | 体重            | 腕 の 長 さ   | 手 の 大 き さ   | 40Yrd ダ ッ シ ュ | 10Yrd ス プ リ ッ ト | 20Yrd ス プ リ ッ ト | 20Yrd シ ャ ト ル | 3 コ 丨 ン ド リ ル | 垂 直 跳 び      | 立 ち 幅 跳 び      | ベ ン チ プ レ ス |
| ----------------------- | --------------- | ------------- | ---------------- | ----------------- | -------------------- | -------------------- | ----------------- | ------------------- | ---------------- | ------------------- | ----------------- |
| 5 ft 10+5⁄8 in (179 cm) | 225 lb (102 kg) | 33 in (84 cm) | 9+7⁄8 in (25 cm) | 4.59 s            | 1.62 s               | 2.64 s               | 4.41 s            | 7.25 s              | 39.5 in (100 cm) | 10 ft 4 in (3.15 m) | 17 回             |
| All values from Pro Day |                 |               |                  |                   |                      |                      |                   |                     |                  |                     |                   |

2019年のNFLドラフトにて全体98位でジャクソンビル・ジャガーズから指名され、その後ルーキー契約を結んだ 。
2019年シーズンは11試合に出場して48タックルを記録した。
2021年8月31日に自由契約となった。

### ニューヨーク・ジェッツ
2021年9月1日にウェイバー公示を経て、弟のクイネンが所属するニューヨーク・ジェッツへ移籍した。
2021年シーズン、第4週のテネシー・タイタンズ戦で自身とクイネンが共にサックを記録。同一チームの兄弟が1試合で共にサックを記録したのは、サックが正式に計測されるようになった1982年以降では初であった。
2022年シーズン開幕前、プレシーズンマッチのフィラデルフィア・イーグルス戦で相手のジェイレン・ハーツを殴打し、約1万ドルの罰金を科された。
2023年3月15日にジェッツと3年総額1,600万ドルで再契約した。
2023年シーズンは開幕から好調で、10月のAFC月間最優秀守備選手に選出された。シーズンを通しては139タックル、10パスディフレクション、2サック、1インターセプトを記録し、自身初のオールプロファーストチームに選出された。
2024年シーズンは全17試合に先発出場して116タックル、4パスディフレクション、2サックを記録した。